# Vernonia peninsularis
Vernonia peninsularis là một loài thực vật có hoa trong họ Cúc. Loài này được C.B.Clarke ex Hook.f. miêu tả khoa học đầu tiên.